# Colmier-le-Bas
Colmier-le-Bas település Franciaországban, Haute-Marne megyében. Lakosainak száma 22 fő (2022. január 1.). Colmier-le-Bas Villars-Santenoge, Bure-les-Templiers, Chambain, Chaugey, Menesble és Colmier-le-Haut községekkel határos.

## Népesség
A település népességének változása:
| Lakosok száma | 38   | 49   | 35   | 23   | 23   | 23   | 22   | 22   | 21   | 22   |
|               | 1968 | 1982 | 1990 | 2006 | 2013 | 2015 | 2017 | 2019 | 2020 | 2022 |